# Професионални субмисив
Професионални субмисив је особа која обавља субмисивну улогу у БДСМ активностима у замену за новац. Већина професионалних субмисива нема секс са својим клијентима.
Професионални субмисиви су ређи од професионалних доминантних.